# Druge godine
«Druge godine» — музичний альбом гурту Novi fosili. Виданий 1995 року лейблом Croatia Records. Загальна тривалість композицій становить 34:58. Альбом відносять до напрямку поп.

## Список пісень
1. «Mom vojniku» — 5:37
2. «Najdraže moje (Club Mix)» — 5:47
3. «Popraviti prošlost nije lako» — 4:35
4. «Pola osmjeha» — 4:44
5. «Jesam li ta» — 4:33
6. «Mi smo zakon» — 4:38
7. «Najdraže moje» — 5:04